# Maréchal Lyautey
El M/S Maréchal Lyautey fou un paquebot de dues xemeneies francès, de la Compagnie Paquet, bessó del Djenné i del Koutoubia, i que abans de la Segona Guerra Mundial feia la connexió regular de Marsella amb la costa del Magrib, a Alger, Oman, Tànger, Ceuta i Casablanca, i algun cop a Dakar i a Canàries.
El 1942 evacuà nombrosos refugiats de la Guerra Civil espanyola, fins al Marroc, des d'on s'embarcaren cap a Mèxic. A 1939 va fer la funció d'hospital a Port-Vendrés.